# Besleria calycina
Besleria calycina är en tvåhjärtbladig växtart som beskrevs av L.E. Skog. Besleria calycina ingår i släktet Besleria och familjen Gesneriaceae. Inga underarter finns listade i Catalogue of Life.